# Gremertshausen
Gremertshausen ist ein Gemeindeteil der Gemeinde Kranzberg im westlichen Landkreis Freising in Oberbayern. Das Kirchdorf liegt etwa neun Kilometer westlich der Kreisstadt Freising in der tertiären Hügelkette zwischen Isar und Amper. In dem Dorf leben etwa 230 Einwohner.

## Geschichte
Gremertshausen wurde erstmals 793 unter dem Namen Crimareshusir urkundlich erwähnt. Der Name geht auf den Personennamen Crimhari zurück. Bereits um 810 ist eine Kirche erwähnt.

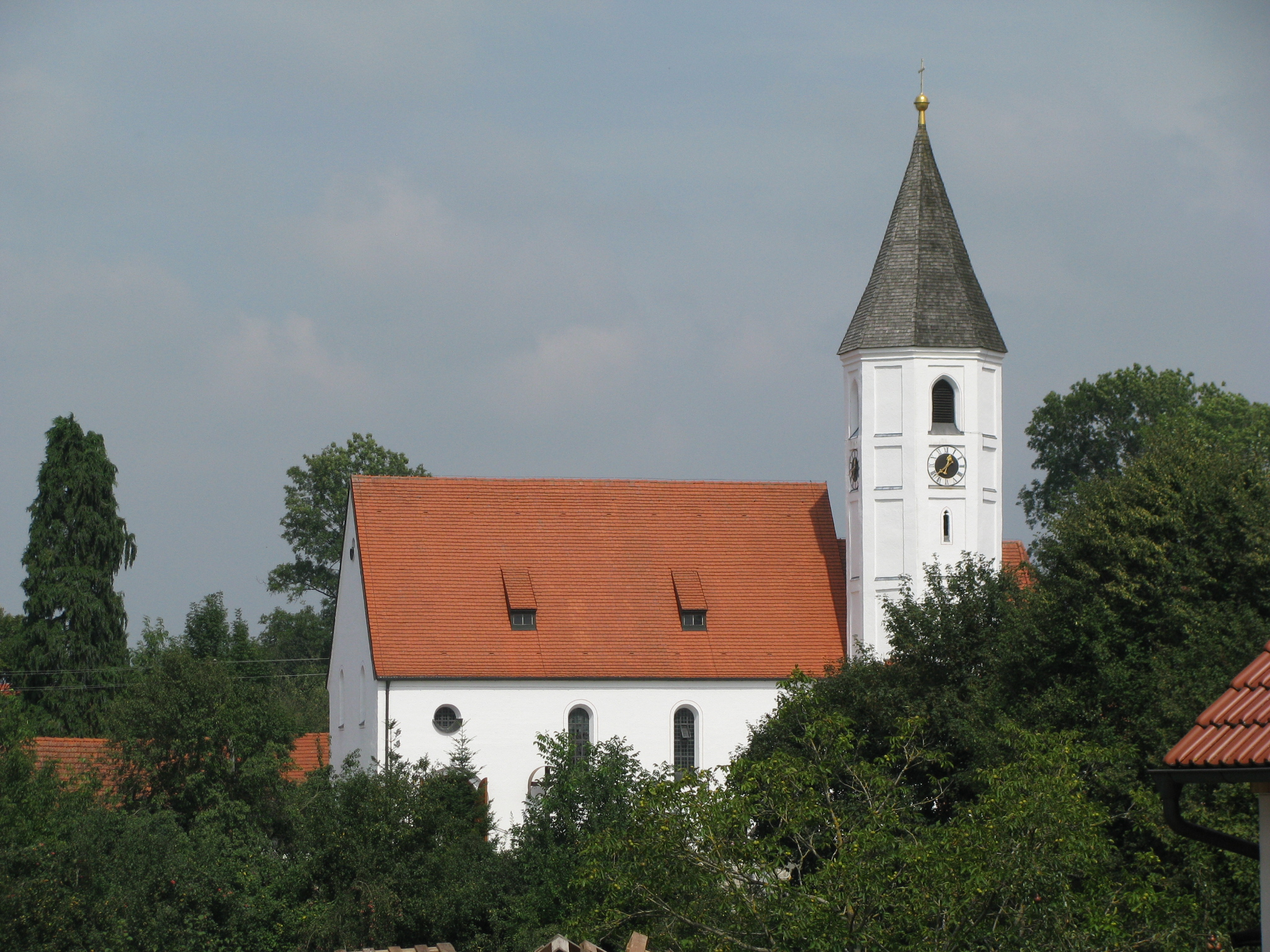
Pfarrkirche St. Nikolaus

Das Dorf war ab Beginn des 17. Jahrhunderts Sitz einer Hauptmannschaft des Landgerichts Kranzberg. Im Zuge der Gemeindebildung nach dem Zweiten Gemeindeedikt wurde Gremertshausen 1818 eine politisch eigenständige Landgemeinde. Zur Gemeinde gehörten die Dörfer Giesenbach und Sickenhausen, sowie die beiden Weiler Griesbach und Viehhausen. Sie hatte 1925 391 Einwohner. Am 1. Juli 1972 wurde die Gemeinde im Rahmen der Gebietsreform nach Kranzberg eingegliedert.

## Sehenswürdigkeiten
Das Dorfbild wird geprägt vom Turm der Pfarrkirche St. Nikolaus aus dem 14. Jahrhundert. Der Chor wurde im 14./15. Jahrhundert errichtet und das Langhaus 1825 mit der Ausstattung erneuert.